# شارلبی دین
شارلبی دین (انگلیسی: Charlbi Dean; ۵ فوریهٔ ۱۹۹۰ – ۲۹ اوت ۲۰۲۲) بازیگر سینما و مدل اهل آفریقای جنوبی بود. وی بین سال‌های ۲۰۰۴ تا ۲۰۲۲ میلادی فعالیت می‌کرد.
از فیلم‌ها یا برنامه‌های تلویزیونی که وی در آن نقش داشته‌است می‌توان به مثلث غم اشاره کرد.

## زندگی شخصی و مرگ
در زمان مرگ، دین با بازیگر و مدل آفریقای جنوبی، لوک ولکر، که از سال  ۲۰۱۸ با او بود نامزد کرده بود. زندگی می‌کرد.
در ۲۹ اوت ۲۰۲۲، دین پس از احساس ناخوشی در بیمارستانی در شهر نیویورک بستری شد. در حالی که علائم اولیه او خفیف بود، وضعیت او به سرعت رو به وخامت رفت و چند ساعت بعد درگذشت. او  ۳۲ سال داشت. درنتیجه کالبد شکافی، علت مرگ اعلام نشد، اگرچه مشخص شد که او یک عفونت ویروسی در ریه های خود داشته است. طحال او پس از تصادف اتومبیل در سال ۲۰۰۸برداشته شده بود، که خطر عفونت های جدی را افزایش می دهد.